# اونتینینتو
اونتینینتو (به اسپانیایی: Onteniente) یک منطقهٔ مسکونی در اسپانیا است که در ولا د الباییدا واقع شده‌است. اونتینینتو ۱۲۵٫۴۳ کیلومتر مربع مساحت دارد ۳۸۲ متر بالاتر از سطح دریا واقع شده‌است.

## خواهرخوانده
شهرهای بخش مارچ و روندا خواهرخوانده‌های اونتینینتو هستند.